# Павлов, Николай Никифорович
Никола́й Ники́форович Па́влов (1902—1985) — русский астроном.

## Биография
Родился 12 (25 октября) 1902 года в Санкт-Петербурге. Работал в Пулковской обсерватории в 1926—1982 годах, в 1930 году окончил аспирантуру при ней, в 1936—1977 годах — заведовал отделом Службы времени обсерватории. В 1936—1947 годах был учёным секретарём Межведомственного комитета времени при Пулковской обсерватории. В 1944—1955 годах заведовал кафедрой астрометрии ЛГУ имени А. А. Жданова, с 1946 года — профессор.
Основные научные работы посвящены астрометрии, астрономическому определению времени, изучению неравномерности вращения Земли и движению материков. Разработал метод фотоэлектрической регистрации звёздных прохождений, метод вычисления сводных моментов в Службе времени, конструкцию горизонтального пассажного инструмента большой оптической силы (1937) и менисковый пассажный инструмент (1944, совместно с Д. Д. Максутовым).
Умер 28 августа 1985 года. Похоронен в Ленинграде на Литераторских мостках Волковского кладбища.
Именем Павлова названа малая планета (7008) Павлов, открытая Н. С. Черных 23 августа 1985 года в КРАО. Причём открыта она была за 5 дней до его смерти.

## Награды и премии
- Сталинская премия второй степени (1947) — за разработку фотоэлектрического метода регистрации звёздных прохождений, обеспечивающего значительное повышение точности астрономических наблюдений
- премия имени Д. И. Менделеева (1940)
- заслуженный деятель науки РСФСР (1974)
- два ордена Трудового Красного Знамени (10.06.1945; 1953)
- медали

## Научные труды
- Определение разности долгот Николаев—Пулково по радиотелеграфу, Л., 1933 (совм. с И. Н. Язевым);
- Систематические разности поправок, определённых Пулковской службой времени, «Астрономический журнал», 1934. т. 11, вып. 1;
- Фотоэлектрическая регистрация звёздных прохождений, Л., 1946 (Труды Главной астрономической обсерватории в Пулкове. Серия 2, т. 59);
- О термических эффектах в пассажных инструментах службы времени, в кн.: Труды 10-й Всесоюзной астрометрической конференции, состоявшейся в Пулкове 8—11 декабря 1952 г., Л., 1954;
- О новом типе перекладывающегося пассажного инструмента, «Известия Главной астрономической обсерватории в Пулкове», 1955, т. 20, вып. 1, № 154.